# ウルソバ
ウルソバ（ロシア語: Урусоба、? - 1103年4月4日）は、ポロヴェツ族の族長（ハン）である。キエフ・ルーシ諸公軍の遠征による、ステニ川の戦いで戦死した。
1101年、キエフ大公スヴャトポルク、ペレヤスラヴリ公ウラジーミル・モノマフ等のルーシ諸公が、ポロヴェツ族圏のステップへ軍を進めた報を聞くと、ウルソバはルーシとの和平を主張した。しかし、若い族長らは、年長のウルソバの意見を嘲笑した。1103年、ポロヴェツ軍はルーシ諸公軍とのステニ川（現モロチナ川と推測される）での戦いに大敗し、ウルソバは19人の族長と共に戦死した。